# B.G. Knocc Out
Arlandis Hinton (Compton, California; 23 de enero de 1975) conocido como B.G. Knocc Out es un rapero estadounidense.
Con su hermano Dresta formó el dúo B.G. Knocc Out & Dresta. Aparecieron en escena por primera vez en el álbum It's On (Dr. Dre) 187um Killa de Eazy-E, más concretamente en la canción "Real Muthaphuckkin G's" en 1993. Su álbum de debut, Real Brothas, salió a la luz el 15 de agosto de 1995 bajo Def Jam/Outburst Records. B.G. Knocc Out, un Nutty Blocc Crip, era enemigo de los Tree Top Piru Bloods, y actualmente estaba cumpliendo una condena en prisión de diez años por intento de asesinato South Compton asociado con los Nutty Blocc Crips. Fue puesto en libertad en agosto de 2006. 
Cuando entró en prisión tenía planeado grabar un álbum en solitario y otro con su hermano Dresta.
Recientemente se convirtió al Islam. Aparece en el remix de "Knock On Wood" de South Central Cartel.